# Déjà vu
Déjà vu (/deʒa  vy/, en francés ‘ya visto’) es un tipo de paramnesia del reconocimiento de alguna experiencia que se siente como si se hubiera vivido previamente.

## Historia
Este término fue creado  por el investigador psíquico francés Émile Boirac (1851-1917) en su libro L'Avenir des sciences psychiques (El futuro de las ciencias psíquicas), basado en un ensayo que escribió mientras estudiaba en la Universidad de Chicago. Es el fenómeno de tener la fuerte sensación de que un evento o experiencia que se vive en la actualidad se ha experimentado en el pasado. El psicólogo Edward B. Titchener, en su libro Un libro de texto de Psicología (1928), explica el déjà vu como causado por una persona que tenga una breve visión de un objeto o situación, antes de que el cerebro ha terminado de «construir» una percepción consciente total de la experiencia. Una «percepción parcial» que más tarde se traduce en una falsa sensación de familiaridad. Enfoques científicos rechazan la explicación del déjà vu como «precognición» o «profecía», sino, más bien lo explican como una anomalía de la memoria, lo que crea una impresión distinta, que una experiencia es «recordada». Esta explicación se apoya en el hecho de que el sentido de «recuerdo» en el momento es fuerte en la mayoría de los casos, pero que las circunstancias de la experiencia «anterior» (cuándo, dónde y cómo ocurrió la experiencia anterior) son inciertas o se consideran imposibles de conocer.
A medida que pasa el tiempo, los sujetos pueden exhibir un fuerte recuerdo de tener la experiencia «inquietante» del déjà vu, pero poco o ningún recuerdo de los detalles de los eventos o circunstancias que han sido objeto de la experiencia de déjà vu en sí. Esto puede ser el resultado de un «solapamiento» entre los sistemas neurológicos responsables de la memoria a corto plazo y los responsables de la memoria a largo plazo, lo que resulta en supuestas memorias de los últimos acontecimientos, erróneamente siendo percibidos como en el pasado más lejano. Una teoría es que los eventos se almacenan en la memoria antes de que la parte consciente del cerebro siquiera haya recibido la información y la pueda procesar. Sin embargo, esta explicación ha sido criticada, argumentando que el cerebro no sería capaz de almacenar información sin una entrada sensorial primero.
Otra teoría sugiere que el cerebro puede procesar la información sensorial (quizás todas las entradas sensoriales) como una «memoria en curso», y que, por lo tanto, durante el evento en sí uno cree que es un recuerdo "falso" del pasado. En una encuesta, Brown había llegado a la conclusión de que aproximadamente dos tercios de la población han tenido experiencias de déjà vu. Otros estudios confirman que el déjà vu es una experiencia común en individuos sanos, con entre el 31 % y el 96 % de las personas que reportan la misma. Por otro lado, las experiencias de déjà vu que son inusualmente prolongadas o frecuentes, o en asociación con otros síntomas como alucinaciones, son un indicador de enfermedad neurológica o psiquiátrica.

## Generalidades
La experiencia del déjà vu suele ir acompañada por una convincente sensación de familiaridad y también por una sensación de «sobrecogimiento», «extrañeza» o «rareza». La experiencia «previa» es con frecuencia atribuida a un sueño, aunque en algunos casos se da una firme sensación de que la experiencia «ocurrió auténticamente» en el pasado.
La experiencia de déjà vu parece ser muy común. En estudios formales, el 60% o más de la población afirma haberla experimentado al menos una vez. También se encuentran referencias a la experiencia de déjà vu en literatura del pasado, lo que indica que no es un fenómeno nuevo. Ha sido extremadamente difícil invocar la experiencia del déjà vu en el laboratorio, por lo que se han realizado pocos estudios científicos. Recientemente, los investigadores han hallado formas de recrear esta sensación usando hipnosis.

## Tipos dedéjà vu
Según Lucas Barros hay tres tipos principales de déjà vu:

### Déjà vécu
Normalmente traducido como ‘ya vivido’ o ‘ya experimentado’, el déjà vécu se describe en una cita de Dickens:

Todos tenemos alguna experiencia de la sensación, que nos viene ocasionalmente, de que lo que estamos diciendo o haciendo ya lo hemos dicho y hecho antes, en una época remota; de haber estado rodeados, hace tiempo, por las mismas caras, objetos y circunstancias; de que sabemos perfectamente lo que diremos a continuación, ¡como si de pronto lo recordásemos!

Cuando la mayoría de la gente habla de déjà vu lo que realmente experimentan es un déjà vécu. Las encuestas han revelado que hasta el 70 % de la población ha tenido estas experiencias, normalmente en edades de 15 a 25 años, cuando la mente aún está sujeta a advertir el cambio en el entorno. La experiencia suele estar relacionada con un suceso muy banal, pero es tan impactante que se recuerda durante años.
El déjà vécu alude a una experiencia que incluye más que la simple vista, por lo que etiquetarla como déjà vu suele ser inexacto. La sensación incluye una gran cantidad de detalles, percibiéndose que todo es exactamente como fue antes.
Más recientemente, el término déjà vécu ha sido usado para describir sentimientos muy intensos y persistentes de un tipo de déjà vu, que suceden como parte de un desorden de memoria.

### Déjà senti
Este fenómeno alude a algo ‘ya sentido’. A diferencia de la precognición implícita al déjà vécu, el déjà senti es primordial o incluso exclusivamente un suceso mental, carece de aspectos precognitivos y rara vez permanece en la memoria de la persona que lo experimenta.
El Dr. John Hughlings registró las palabras de uno de sus pacientes que sufría epilepsia del lóbulo temporal o psicomotora en un ensayo de 1889:

Lo que ocupa la atención es lo que la ha ocupado antes, y de hecho ha sido familiar, pero ha estado olvidado durante un tiempo y ahora se recupera con una leve sensación de satisfacción como si se hubiese estado buscando. ... Al mismo tiempo, o ... más exactamente en una secuencia inmediata, advierto sutilmente que el recuerdo es ficticio y mi estado anormal. El recuerdo siempre empieza gracias a la voz de otra persona o a mi propio pensamiento verbalizado o a lo que estoy leyendo o verbalizando mentalmente, y creo que durante el estado anormal suelo verbalizar alguna frase de simple reconocimiento como «Ah, sí: ya veo» o «Por supuesto, ya recuerdo», pero un minuto o dos después no puedo recordar ni las palabras ni el pensamiento verbalizado que dio lugar al recuerdo. Solo hallo la fuerte sensación de que se parecen a lo que he sentido antes bajo parecidas condiciones anormales.

Al igual que el paciente del Dr. John Hughlings, algunos epilépticos del lóbulo temporal pueden experimentar este fenómeno.

### Déjà visité
El déjà visité, que se traduce como ‘ya visitado’, es una experiencia menos frecuente que implica el raro conocimiento de un lugar nuevo. Aquí uno puede saber encontrar el camino por una ciudad o lugar nuevo sabiendo al mismo tiempo que no puede ser.
Se han invocado a los sueños, la reencarnación e incluso el viaje extracorporal como explicaciones a este fenómeno. Además, algunos sugieren que leer una descripción detallada de un lugar puede desembocar en este sentimiento cuando más tarde se visita. Dos ejemplos famosos de tales situaciones son descritos por Nathaniel Hawthorne en su libro Our Old Home y Sir Walter Scott en Guy Mannering. Hawthorne reconocía las ruinas de un castillo en Inglaterra y más tarde era capaz de rastrear el origen de la sensación a una obra escrita sobre el castillo por Alexander Pope doscientos años antes.
C. G. Jung publicó un relato de un déjà visité en su ensayo de 1952 Sobre sincronicidad.
Para poder distinguir el déjà visité del déjà vécu es importante identificar la fuente de la sensación. El déjà vécu está relacionado con las ocurrencias y procesos temporales, mientras el déjà visité tiene más que ver con la geografía y las relaciones espaciales.

## Investigación científica
En los últimos años el déjà vu ha sido sometido a seria investigación psicológica y neurofisiológica. Su explicación más plausible es que el déjà vu no es un acto de «precognición» o «profecía» sino más bien una anomalía de la memoria: la impresión de que una experiencia está «siendo recordada». Esta explicación se ve corroborada por el hecho de que en la mayoría de los casos la sensación de «recuerdo» en el momento es fuerte, pero las circunstancias de la experiencia «previa» (cuándo, dónde y cómo esta ocurrió) resultan bastante inciertas. Asimismo, a medida que el tiempo pasa, los sujetos pueden exhibir un fuerte recuerdo de haber sufrido la «perturbadora» experiencia de déjà vu en sí misma, pero ningún recuerdo de los sucesos o circunstancias específicas que estaban «rememorando» cuando tuvieron dicha experiencia. En particular, puede ser el resultado de un solapamiento entre los sistemas neurológicos responsables de la memoria a corto plazo (sucesos que se perciben como pertenecientes al presente) y los responsables de la memoria a largo plazo (sucesos que se perciben como pertenecientes al pasado). Muchos teóricos creen que la anomalía de la memoria sucede cuando la mente consciente tiene un ligero retraso en la recepción de las entradas perceptivas. En otras palabras, la mente inconsciente percibe el entorno antes que la mente consciente. Esto provoca que la propia conciencia perciba algo que ya está en la memoria, a pesar de que lo esté solo un instante de diferencia con la percepción.

### Relaciones con trastornos
Se ha encontrado una correlación clínica entre la experiencia de déjà vu y trastornos tales como la esquizofrenia y la ansiedad, y la probabilidad de sufrirla se incrementa considerablemente en sujetos que están en tales condiciones. Sin embargo, la asociación patológica más fuerte del déjà vu es con la epilepsia del lóbulo temporal. Esta correlación ha llevado a algunos investigadores a especular que la experiencia de déjà vu es posiblemente una anomalía neurológica relacionada con descargas eléctricas indebidas en el cerebro. Así como la mayoría de la gente sufre un episodio epiléptico leve (es decir, no patológico) regularmente —por ejemplo, la repentina «sacudida» que ocurre con frecuencia justo antes de caer dormido o sacudida hipnagógica—, se ha conjeturado que una (leve) aberración neurológica similar ocurre en la experiencia de déjà vu, dando como resultado una sensación de memoria errónea.

### Farmacología
Se ha informado que ciertas drogas incrementan las posibilidades de experimentar un déjà vu. Algunos fármacos, cuando se combinan, también provocan déjà vu. Taiminen y Jääskeläinen (2001) informaron del caso de un hombre por lo demás sano que empezó a experimentar intensas sensaciones de déjà vu recurrentes cuando tomaba amantadina y fenilpropanolamina para aliviar los síntomas de la gripe. Encontró la experiencia tan interesante que completó el tratamiento e informó a los psicólogos, quienes lo recogieron. Debido a la acción dopaminérgica de los fármacos y los hallazgos previos de estimulación por electrodos del cerebro (por ejemplo, Bancaud, Brunet-Bourgin, Chauvel y Halgren, 1994) Taiminen y Jääskeläinen especulan que el déjà vu sucede como resultado de la acción hiperdopaminérgica en las zonas medial y temporal del cerebro.

## Explicaciones basadas en la memoria

### Teorías neuronales
A finales del siglo XIX y principios del XX era ampliamente considerado que el déjà vu podía ser causado por lapsos temporales en la sinapsis neuronal. Se pensaba que este lapso llevaba al cerebro a creer que estaba sufriendo un estímulo por segunda vez, cuando de hecho, estaba simplemente reexperimentando el mismo evento de una fuente ligeramente retardada. Existe un gran número de variaciones de esta teoría, con fallos en la comunicación de los dos hemisferios del cerebro y una sinapsis neuronal anormalmente rápida como explicaciones de la sensación. Tal vez la teoría neuronal mayoritariamente aceptada es la teoría de retraso en el recorrido óptico, que explica el déjà vu como el producto de una entrada óptica retardada de un ojo.

## Investigación no científica

### Parapsicología
El déjà vu se asocia con la precognición, la clarividencia o las percepciones extrasensoriales, y se lo cita frecuentemente como evidencia de aptitudes «psíquicas» en la población en general. Explicaciones no científicas atribuyen la experiencia a la profecía, las visiones (como las recibidas en sueños) o recuerdos de una vida anterior.

### Sueños
Sostienen algunos que el déjà vu es la memoria de los sueños. Aunque la mayoría de los sueños nunca son recordados, una persona que duerme puede presentar un gran despliegue de actividad en zonas cerebrales relacionadas con el proceso de la memoria de largo plazo. Se ha especulado que los sueños se "leen" directamente de la memoria de largo plazo, soslayando la memoria a corto plazo.
En este caso, el déjà vu pudiera ser una memoria de sueños olvidados con elementos comunes a la experiencia que se vive en el estado de vigilia. El déjà vu se da en los sueños muchas veces porque el cerebro está informando de algo que piensa, pero no lo piensa conscientemente y simplemente advierte. También están generados los déjà vu por ideas que provienen del instinto, cuando esa situación se presenta, ya que las situaciones se suceden nuevamente en la vida muchas veces, se está preparado porque están almacenadas en el recuerdo, aunque nunca hayan sucedido y sean sólo una ideación inconsciente.

## Fenómenos relacionados

### Jamais vu
Jamais vu (‘nunca visto’, 'lo nunca visto'): es no recordar explícitamente haber visto algo antes. La persona sabe que ha ocurrido antes, pero la experiencia le resulta rara.

### Presque vu
Presque vu (‘casi visto’): es casi recordar algo, pero sin llegar a hacerlo. Este es el sentimiento de tenerlo «en la punta de la lengua».
Es mencionado habitualmente por personas que sufren de epilepsia u otras enfermedades relacionadas con ataques cerebrales.

### L'esprit de l'escalier
L'esprit de l'escalier es una expresión francesa que describe la sensación que se tiene cuando viene a la cabeza, demasiado tarde, la acción que se debería haber tomado.

### Dès vu
La conciencia de que lo que se está viviendo en el momento se convertirá en un recuerdo.